# Peerless Motor Car Corporation

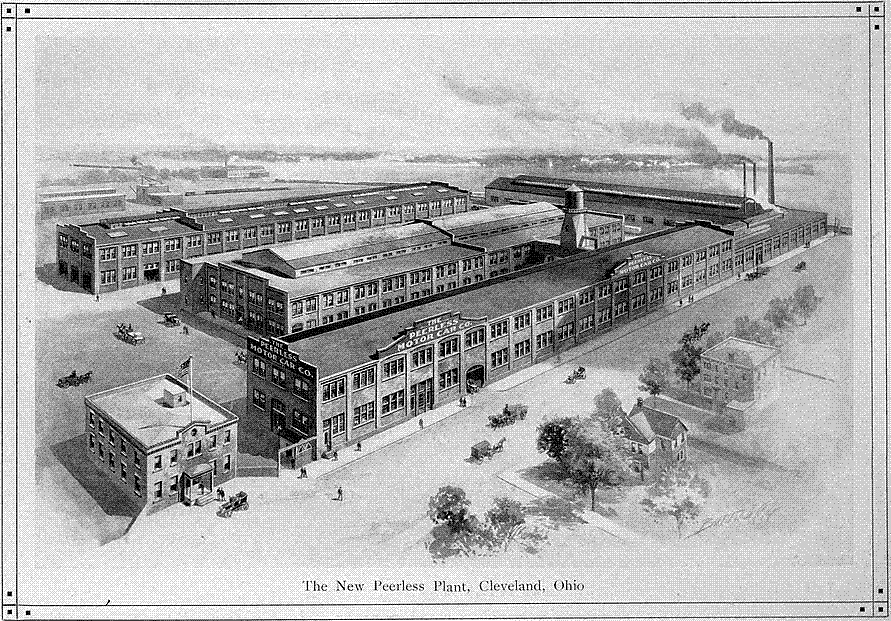
Fabrik der Peerless Motor Company, ca. 1910er-Jahre

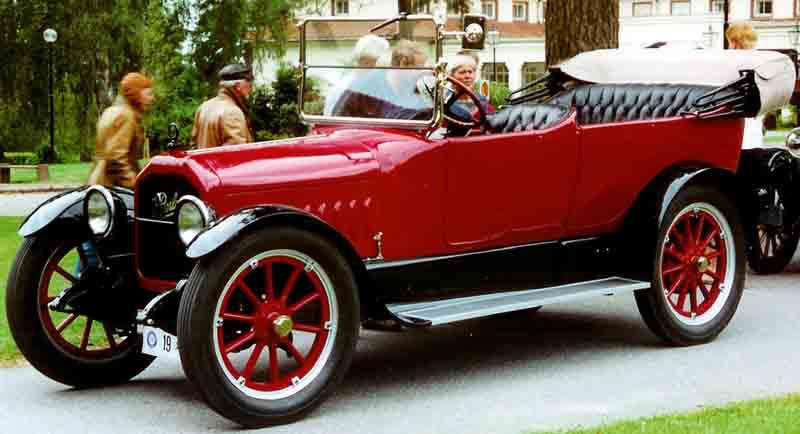
Peerless Modell 56 Tourenwagen (1917)

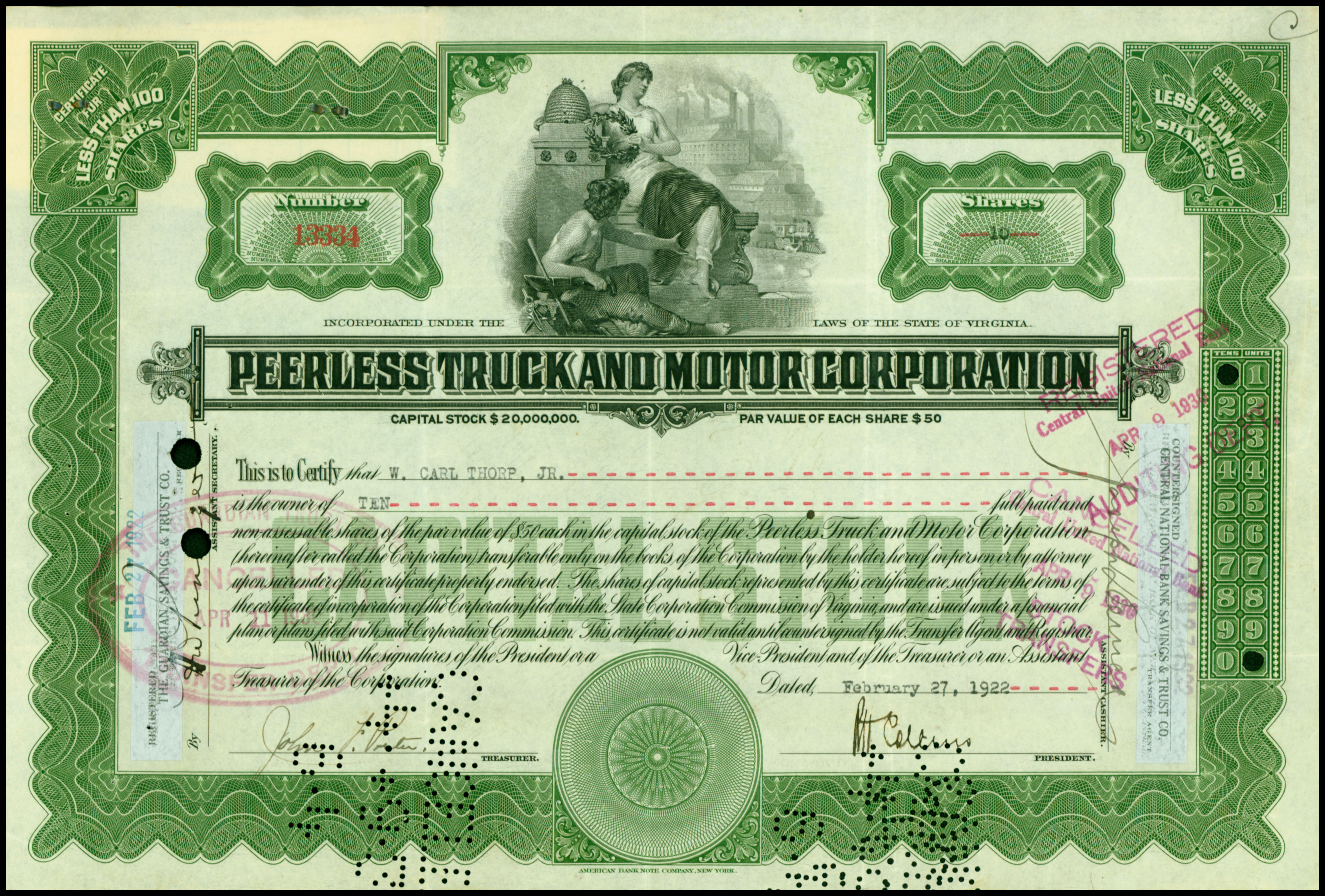
Aktie der Peerless Truck and Motor Company vom 27. Februar 1922

Die Peerless Motor Car Corporation war ein US-amerikanisches Unternehmen mit Sitz in Cleveland in Ohio. Bekannt wurde es insbesondere durch ihre Luxusfahrzeuge.

## Geschichte
1869 wurde die Peerless Wringer and Manufacturing Company gegründet. Zunächst stellte es Waschmaschinen her. 1891 wurde daraus die Peerless Manufacturing Company. Nun entstanden außerdem Fahrräder. Ab 1900 stellte das Unternehmen in Lizenz Motoren von De Dion-Bouton her sowie Automobile mit diesen Motoren her. Zu dieser Zeit war Cleveland ein blühendes Zentrum der amerikanischen Automobilindustrie. Peerless beschäftigte Barney Oldfield als Fahrer des "Green Dragon"-Rennwagens; in den frühen Rennen bewies Peerless die Zuverlässigkeit seiner Produkte und stellte viele Geschwindigkeitsweltrekorde auf. Peerless war (anders als die meisten anderen US-Hersteller) bekannt für den Einsatz von Kurbelwellen mit 180° Kurbelwinkel. 1902 erfolgte die Umfirmierung in Peerless Motor Car Company. Eine weitere Quelle gibt an, dass daraus 1925 die Peerless Motor Car Corporation wurde.
In der weiteren Entwicklung wurde Peerless zusammen mit Packard und Pierce-Arrow als die „Three P’s of Motordom“ (Spitzenfahrzeuge) der Vereinigten Staaten bekannt.
Von 1911 bis 1918  oder 1919 stellte Peerless auch Nutzfahrzeuge her. Eine Quelle bestätigt das mit der Firmierung Peerless Motor Car Company. Allerdings zeigt eine Abbildung einer Aktie die Firmierung Peerless Truck and Motor Corporation.
Laut einer Quelle fusionierte Peerless 1915 mit der General Vehicle Company aus New York und die "Peerless Motor Company" wurde dabei eine Tochtergesellschaft der neu entstandenen Peerless Truck & Motor Co.
Peerless lieferte während des Ersten Weltkrieges rund 12.000 Militär-LKW an die Streitkräfte der Entente, insbesondere an die Armeen der Vereinigten Staaten, Frankreichs, des Vereinigten Königreichs und Russlands. Nach dem Krieg veränderte sich der Nutzfahrzeugmarkt in den USA dramatisch. Einerseits blieben die Rüstungsbestellungen der Regierung aus, andererseits gab es ein großes Angebot an neuen und neueren, nicht mehr benötigten Armee-LKW und schließlich drängten weitere, spezialisierte Nutzfahrzeughersteller auf den Markt. Für viele kleine Hersteller wie Peerless wurde das Nutzfahrzeuggeschäft zu wenig profitabel und zu riskant. Peerless zog die Konsequenzen frühzeitig und beschränkte sich wieder auf PKW der Ober- und Luxusklasse.
Der Grund für den Niedergang von Peerless lag in der hohen Qualität ihrer Fahrzeuge. In den 1920er Jahren stellte man konservativ gestylte Wagen her, die zehn und mehr Jahre hielten. Wer schon einen Peerless gekauft hatte, blieb dabei; die Neukäufer von Luxuswagen fühlten sich mehr zu Marken wie LaSalle, Packard und Studebaker hingezogen.
1930/31 beauftragte Peerless die Murphy Body Works in Pasadena (Kalifornien) mit dem Design des Modells für 1933. Frank Hershey übernahm diese Aufgabe. Hersheys Arbeit überzeugte durch klare Linien und Eleganz; der Wagen sollte mit dem neuen V16-Motor ausgerüstet werden.
Gerade als der Wagen nach Cleveland zurückgeschickt werden sollte, entschied die Geschäftsleitung von Peerless, sich künftig nicht mehr mit Automobilbau, sondern mit dem Brauwesen zu beschäftigen. Man stellte nun die Biermarke Carling Black Label her.
Hersheys Prototyp für Peerless wurde in der Fabrik abgestellt, wo er auch bis zum Ende des Zweiten Weltkrieges verblieb. Er gehört nun dem Crawford Auto-Aviation Museum in Cleveland.
Hershey selbst entwarf den Cadillac von 1949 und andere US-amerikanische Klassiker.

## Modelle
| Modell            | Bauzeitraum | Zylinder | Leistung                | Radstand     |
| ----------------- | ----------- | -------- | ----------------------- | ------------ |
| Typ A "Motorette" | 1900        | 1 Zyl.   | 2,75 bhp (2 kW)         |              |
| Typ B "Motorette" | 1900–1902   | 1 Zyl.   | 2,75 bhp (2 kW)         |              |
| Typ C "Motorette" | 1900–1902   | 1 Zyl.   | 3,5 bhp (2,6 kW)        |              |
| Typ 4             | 1902–1903   | 2 Zyl.   | 16 bhp (11,8 kW)        |              |
| Typ 16/22 HP      | 1904        | 4 Zyl.   | 22 bhp (16,2 kW)        | 2184 mm      |
| Typ 7             | 1904        | 4 Zyl.   | 35 bhp (25,7 kW)        | 2591 mm      |
| Typ 8             | 1904        | 4 Zyl.   | 24 bhp (17,6 kW)        | 2642 mm      |
| Modell 9          | 1905        | 4 Zyl.   | 24 bhp (17,6 kW)        | 2591 mm      |
| Modell 10         | 1905        | 4 Zyl.   | 30 bhp (22 kW)          | 2642 mm      |
| Modell 11         | 1905        | 4 Zyl.   | 35 bhp (25,7 kW)        | 2642 mm      |
| Modell 12         | 1905        | 4 Zyl.   | 60 bhp (44 kW)          | 2718 mm      |
| Modell 14         | 1906        | 4 Zyl.   | 30 bhp (22 kW)          | 2718 mm      |
| Modell 15         | 1906–1907   | 4 Zyl.   | 45 bhp (33 kW)          | 2896 mm      |
| Modell 16         | 1907        | 4 Zyl.   | 30 bhp (22 kW)          | 2769 mm      |
| Modell 18         | 1908        | 6 Zyl.   | 50 bhp (37 kW)          | 2997 mm      |
| Modell 20         | 1908        | 6 Zyl.   | 50 bhp (37 kW)          | 3366 mm      |
| Modell 19         | 1909        | 4 Zyl.   | 30 bhp (22 kW)          | 3099 mm      |
| Modell 25         | 1909        | 6 Zyl.   | 50 bhp (37 kW)          | 3454 mm      |
| Modell 27         | 1910        | 4 Zyl.   | 30 bhp (22 kW)          | 3010–3099 mm |
| Modell 28         | 1910        | 6 Zyl.   | 50 bhp (37 kW)          | 3454 mm      |
| Modell 29         | 1911        | 4 Zyl.   | 20 bhp (14,7 kW)        | 2870 mm      |
| Modell 31         | 1911        | 4 Zyl.   | 30 bhp (22 kW)          | 3124 mm      |
| Modell 32         | 1911        | 6 Zyl.   | 45 bhp (33 kW)          | 3454 mm      |
| Town Car          | 1912        | 4 Zyl.   | 24 bhp (17,6 kW)        | 2870 mm      |
| Modell 40-Four    | 1912–1913   | 4 Zyl.   | 40 bhp (29 kW)          | 3175 mm      |
| Modell 38-Six     | 1912–1914   | 6 Zyl.   | 38 bhp (28 kW)          | 3175 mm      |
| Modell 48-Six     | 1912–1914   | 6 Zyl.   | 48 bhp (35 kW)          | 3480 mm      |
| Modell 60-Six     | 1912–1914   | 6 Zyl.   | 60 bhp (44 kW)          | 3556 mm      |
| Modell 24-Four    | 1913        | 4 Zyl.   | 25,6 bhp (18,8 kW)      | 2870 mm      |
| Modell 48         | 1915        | 6 Zyl.   | 48,6 bhp (35,7 kW)      | 3480 mm      |
| Modell 54         | 1915        | 4 Zyl.   | 22,5 bhp (16,5 kW)      | 2870 mm      |
| Modell 55         | 1915        | 6 Zyl.   | 29,4 bhp (21,6 kW)      | 3073 mm      |
| Modell 56         | 1916–1921   | 8 Zyl.   | 33,8–80 bhp (25–59 kW)  | 3175 mm      |
| Modell 56-7       | 1922        | 8 Zyl.   | 80 bhp (59 kW)          | 3175 mm      |
| Modell 66         | 1923–1924   | 8 Zyl.   | 70 bhp (51 kW)          | 3251 mm      |
| Modell 8-67       | 1925        | 8 Zyl.   | 70 bhp (51 kW)          | 3251 mm      |
| Modell 6-70       | 1925–1926   | 6 Zyl.   | 70 bhp (51 kW)          | 3200–3378 mm |
| Modell 6-72       | 1926–1927   | 6 Zyl.   | 70 bhp (51 kW)          | 3213–3391 mm |
| Modell 6-80       | 1926–1928   | 6 Zyl.   | 63 bhp (46 kW)          | 2946 mm      |
| Modell 8-69       | 1926–1928   | 8 Zyl.   | 70–80 bhp (51–59 kW)    | 3213–3378 mm |
| Modell 6-90       | 1927        | 6 Zyl.   | 70 bhp (51 kW)          | 3048 mm      |
| Modell 6-60       | 1928        | 6 Zyl.   | 62 bhp (45,6 kW)        | 2946 mm      |
| Modell 6-91       | 1928        | 6 Zyl.   | 70 bhp (51 kW)          | 3048 mm      |
| Modell 6-61       | 1929        | 6 Zyl.   | 62 bhp (45,6 kW)        | 2946 mm      |
| Modell 6-81       | 1929        | 6 Zyl.   | 66 bhp (48,5 kW)        | 2946 mm      |
| Modell 120        | 1929        | 8 Zyl.   | 114 bhp (84 kW)         | 3302–3505 mm |
| Standard 8        | 1930–1931   | 8 Zyl.   | 85–120 bhp (62,5–88 kW) | 2997 mm      |
| Master 8          | 1930–1931   | 8 Zyl.   | 120 bhp (88 kW)         | 3175 mm      |
| Custom 8          | 1930–1931   | 8 Zyl.   | 120 bhp (88 kW)         | 3505 mm      |